# Графы Чана
Графы Чана — набор из трёх 12-регулярных неориентированных графов, каждый с  28 вершинами и 168 рёбрами. Все они сильно регулярны и имеют те же параметры и спектр, что и рёберный граф L(K8) полного графа K8.
Графы Чана названы именем Ли-Чиена Чана, который доказал, что, за исключением этих трёх графов, любой рёберный граф полного графа единственным образом определяется его параметрами сильно регулярного графа.

## Связь с графамиL(K8)
Каждый из этих трёх графов может быть получен переключением графа из {\displaystyle L(K_{8})}. То есть выбирается подмножество S вершин графа {\displaystyle L(K_{8})}, каждое ребро, которое соединяет вершину из S с вершиной не из S в графе {\displaystyle L(K_{8})}, удаляется и добавляются рёбра для каждой пары вершин (снова одна принадлежит S, а другая не принадлежит), которые ранее не были соединены ребром. Среди графов, которые могут быть образованы таким образом, находятся графы Чана.